# Rezervația naturală Telenești
Telenești este o rezervație naturală silvică în raionul Telenești, Republica Moldova. Este amplasată la nord de satul Crăsnășeni, ocolul silvic Telenești, Vila Telenești, parcela 50. Are o suprafață de 111 ha. Obiectul este administrat de Gospodăria Silvică de Stat Telenești.

Flora
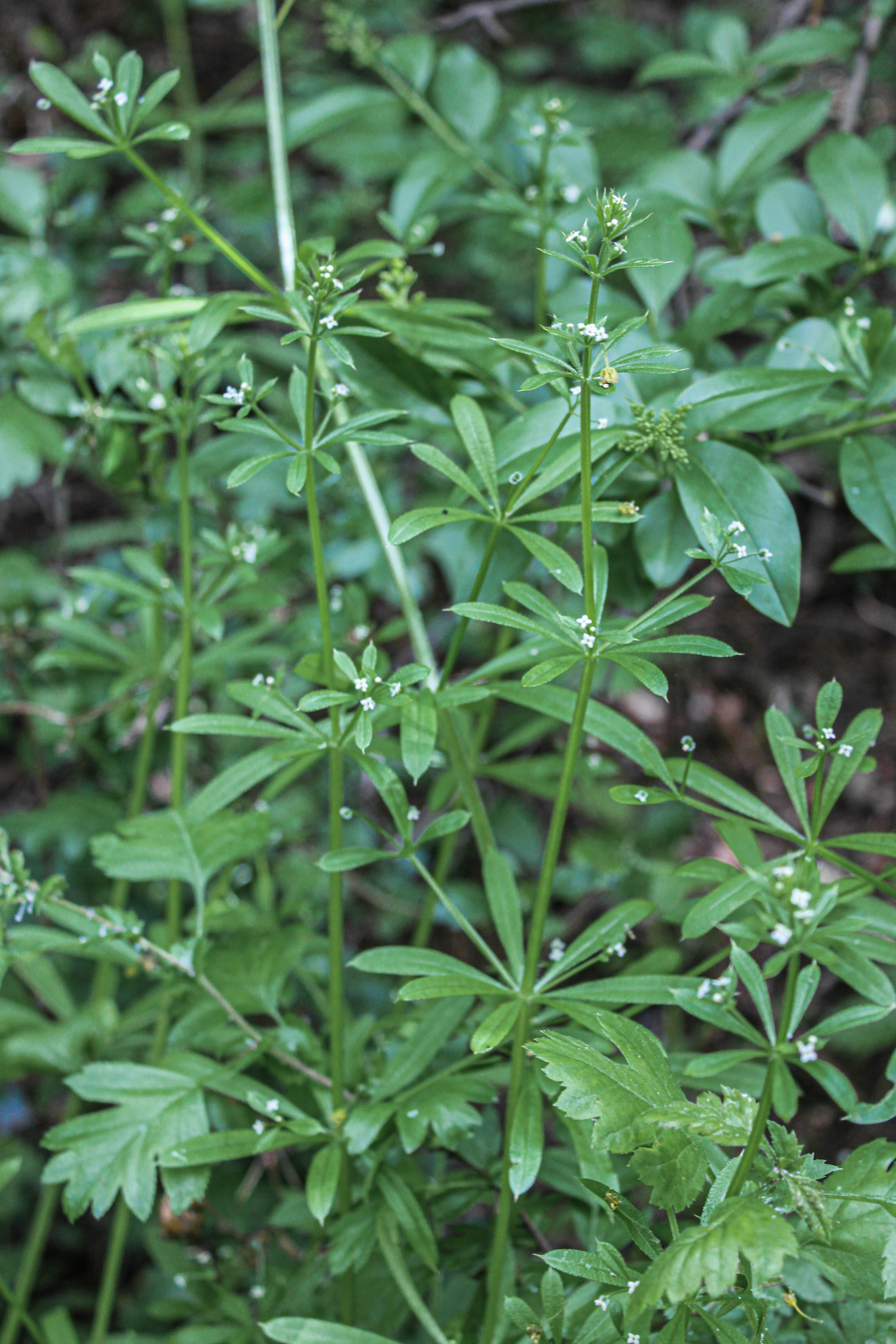
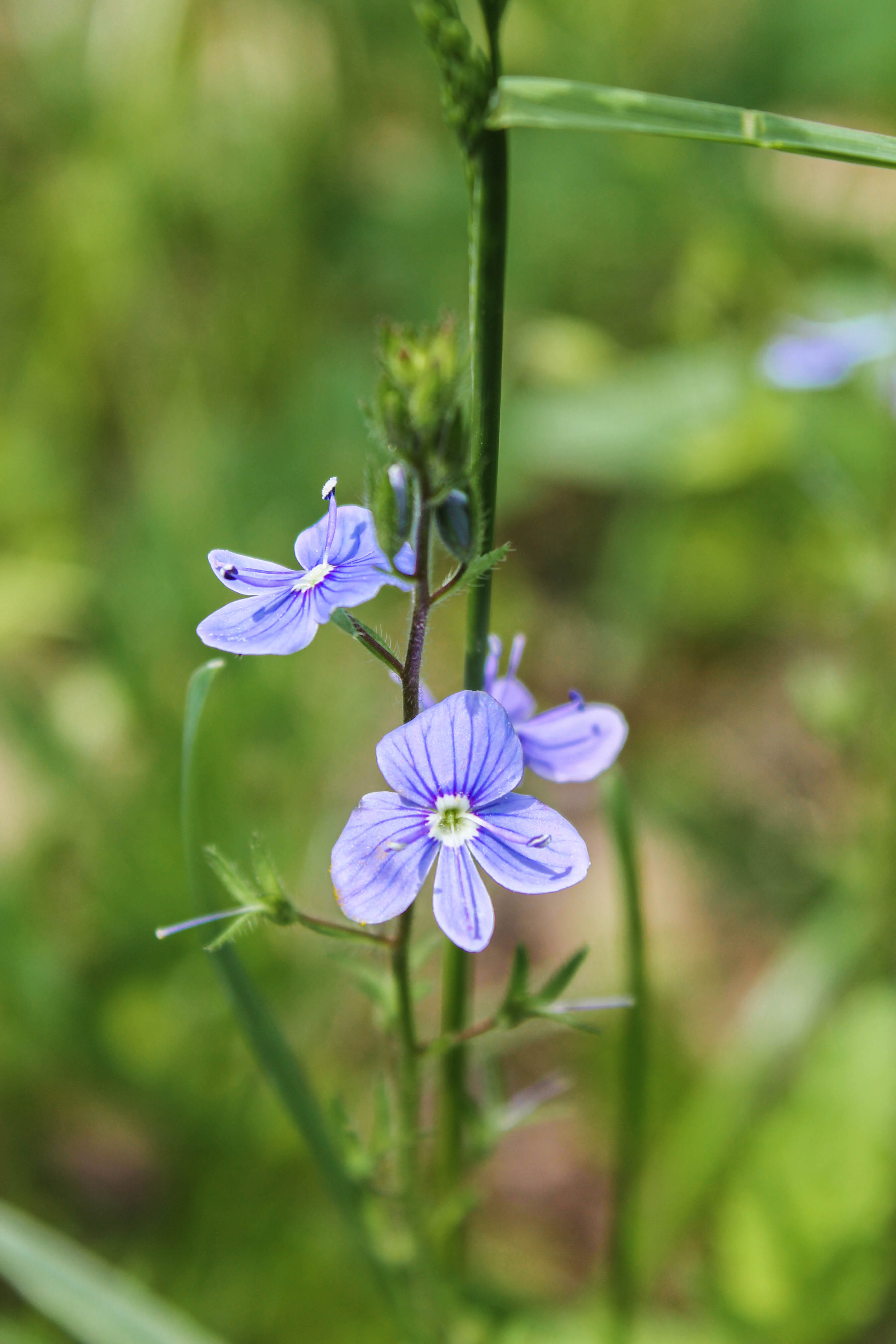
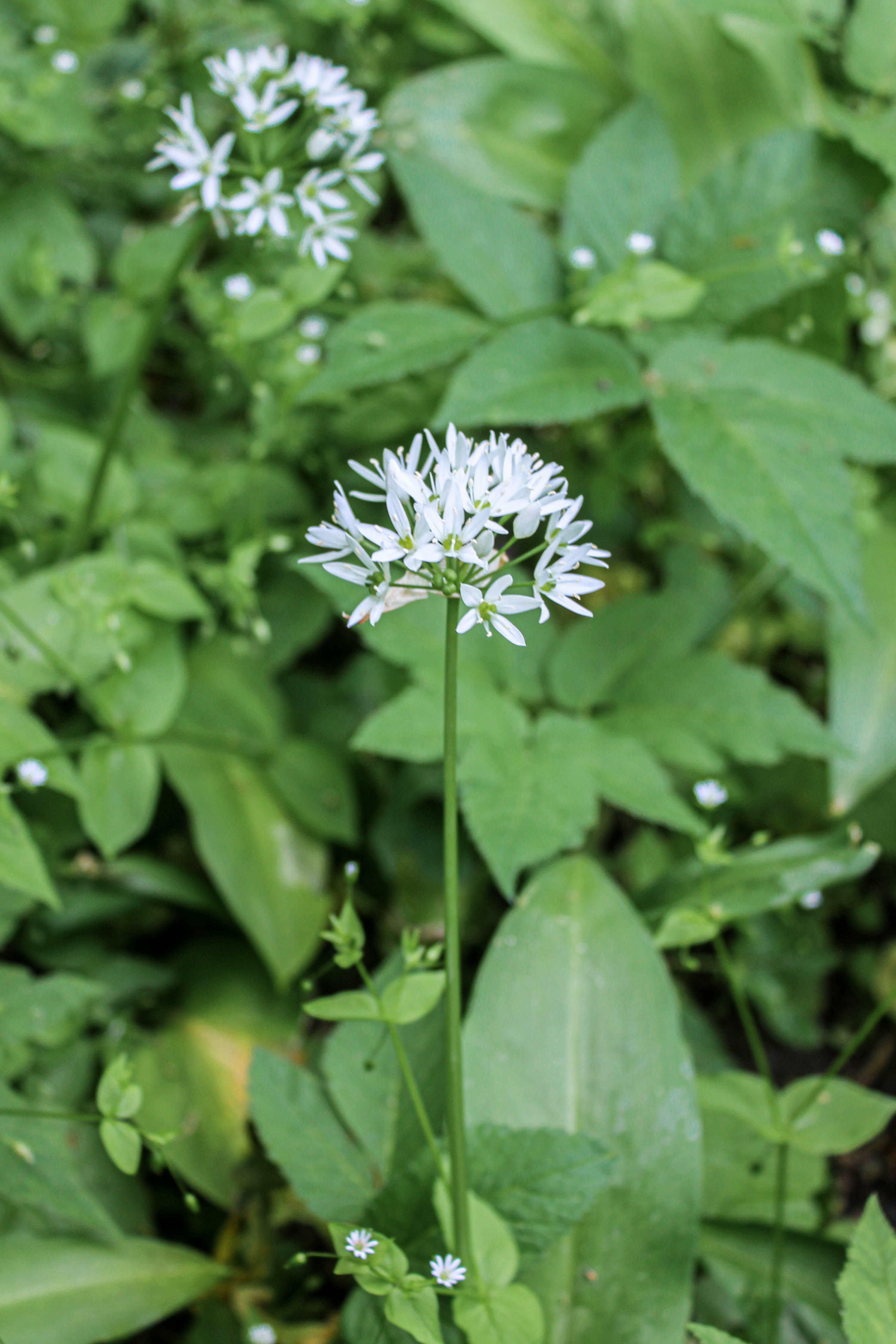
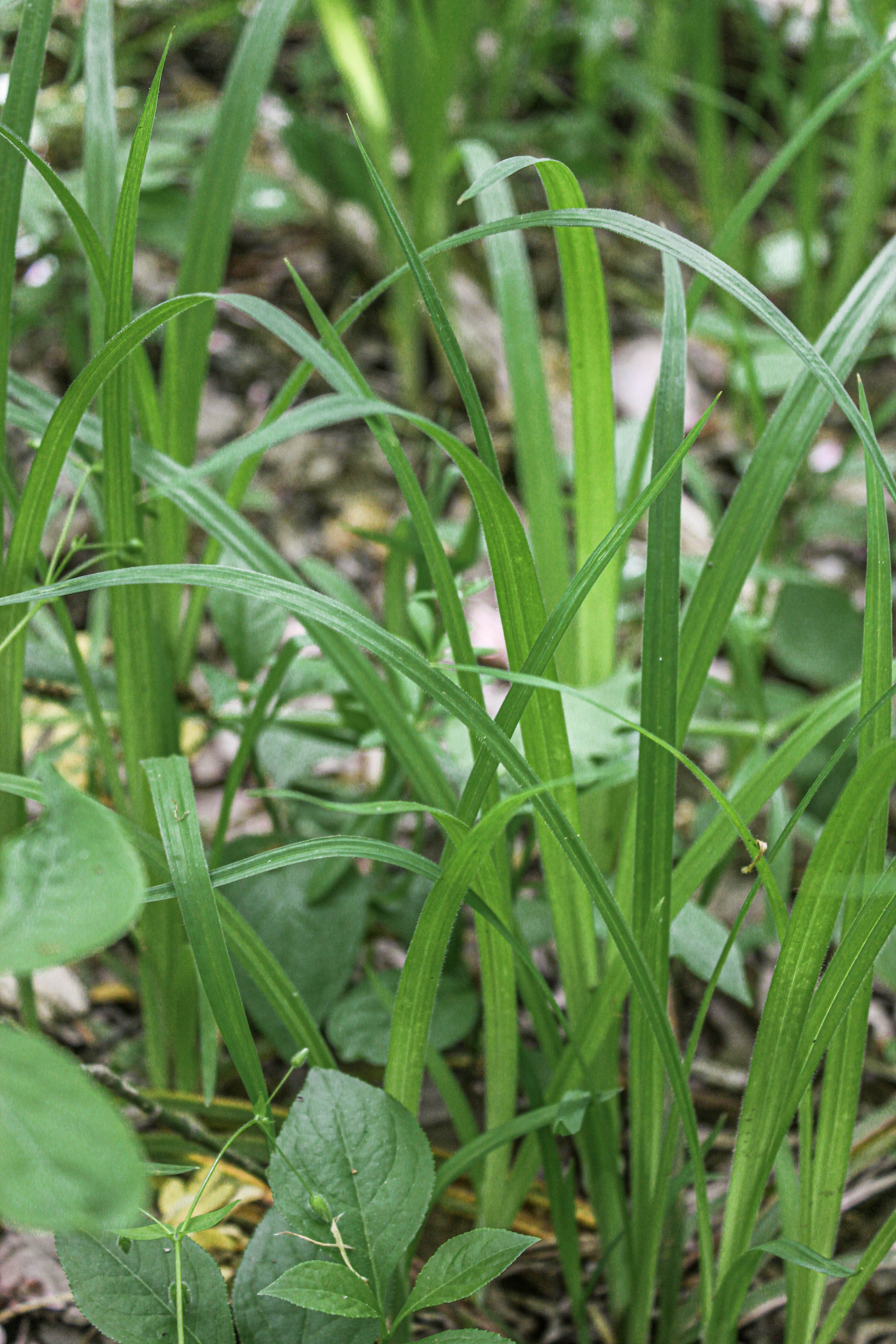
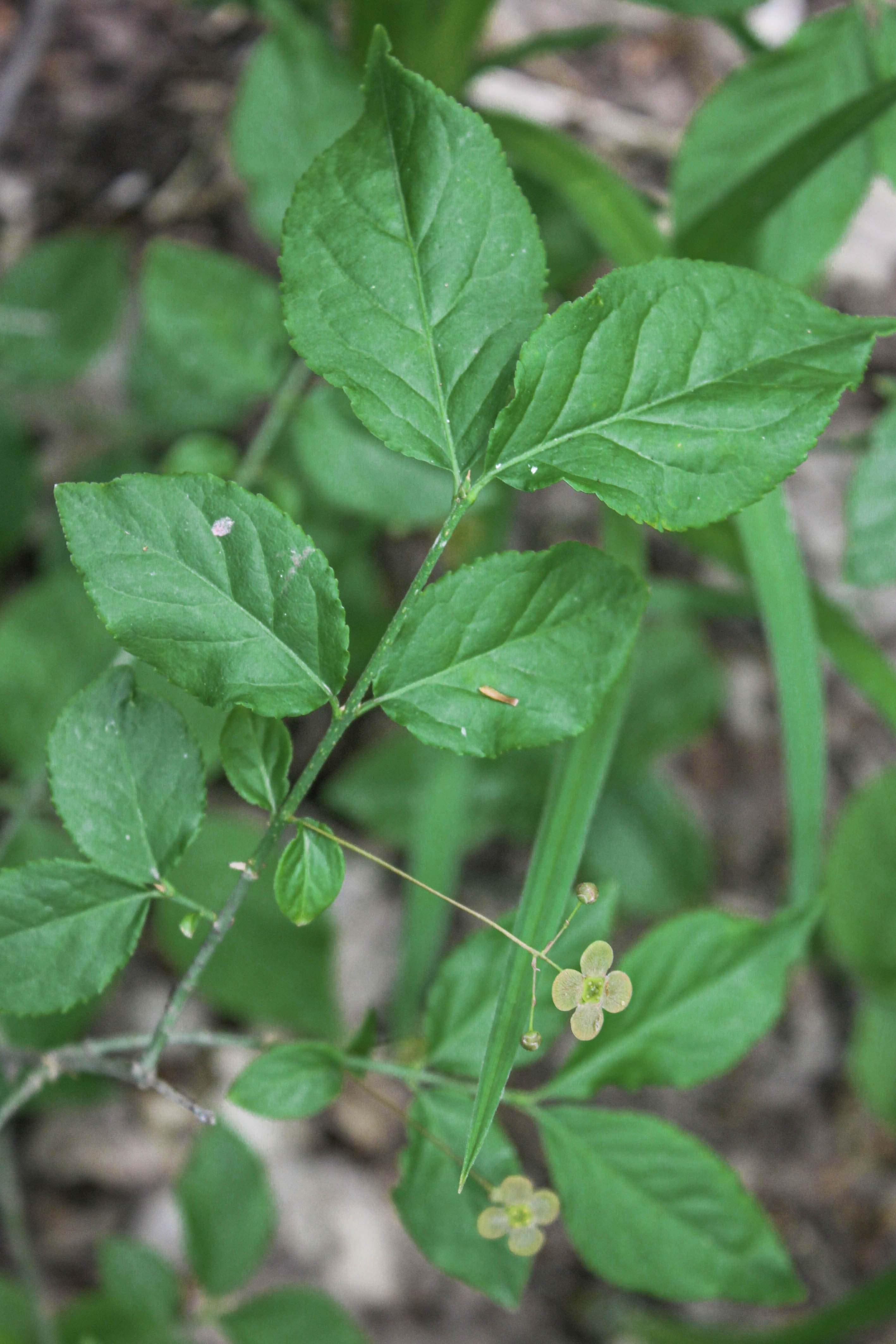
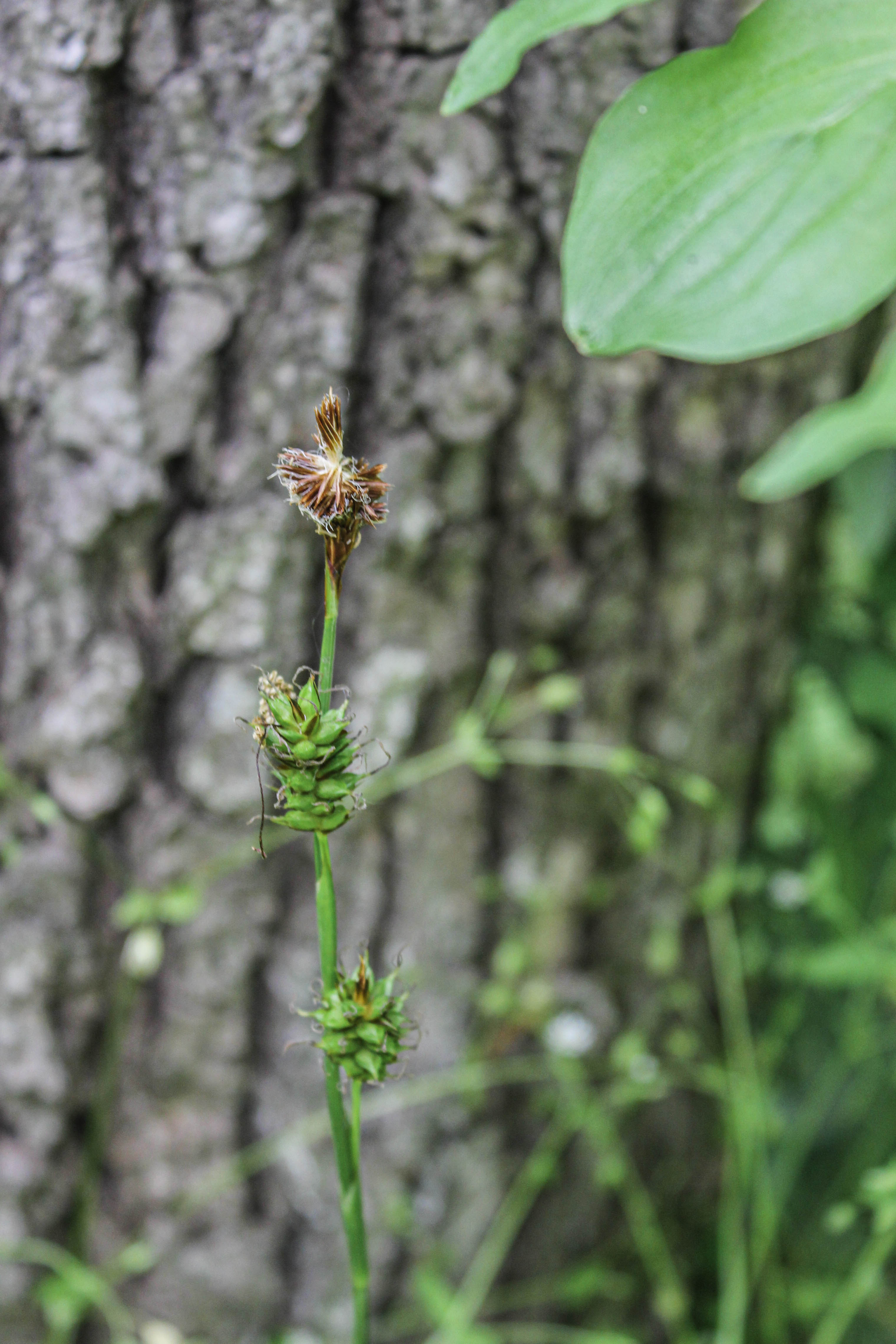
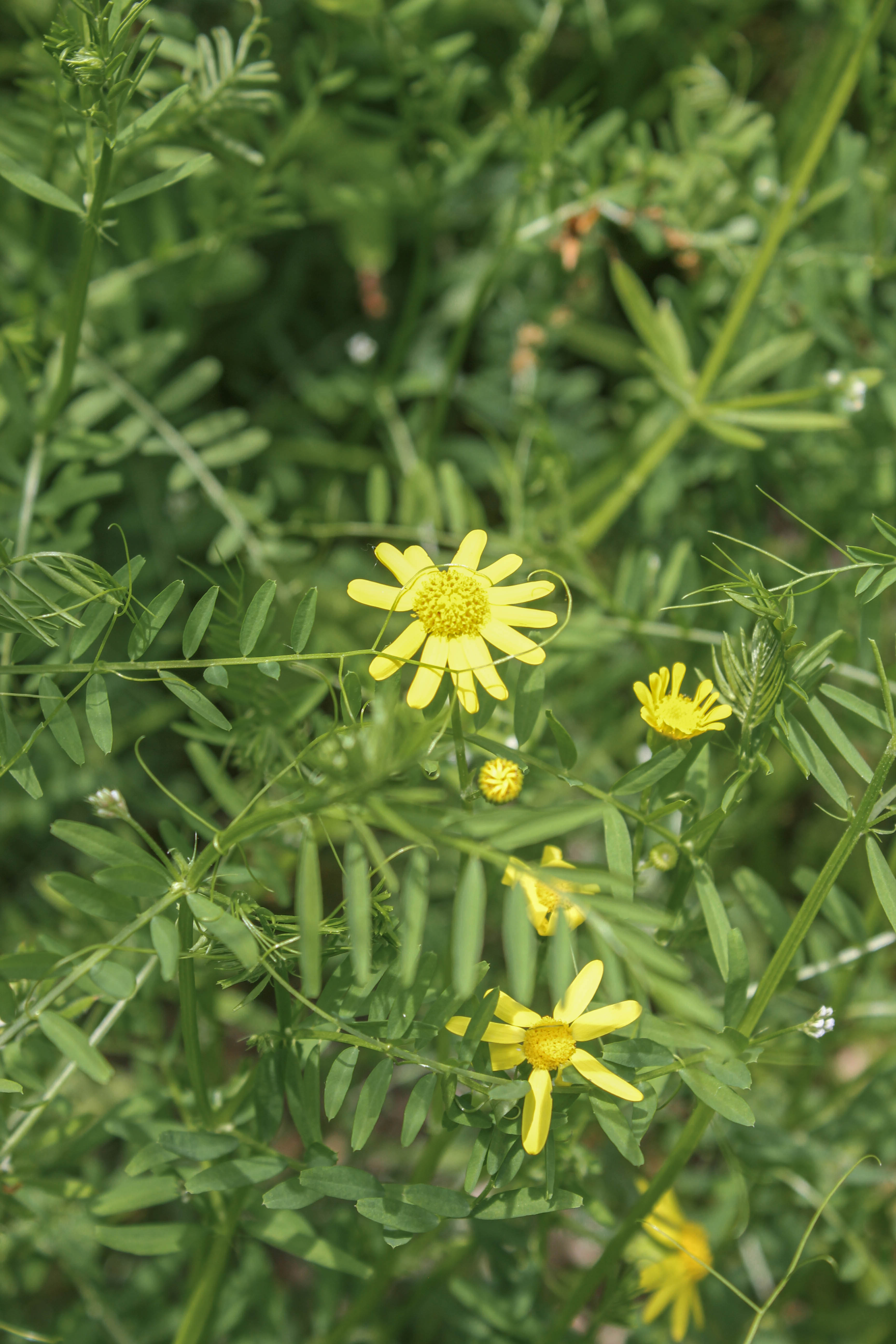
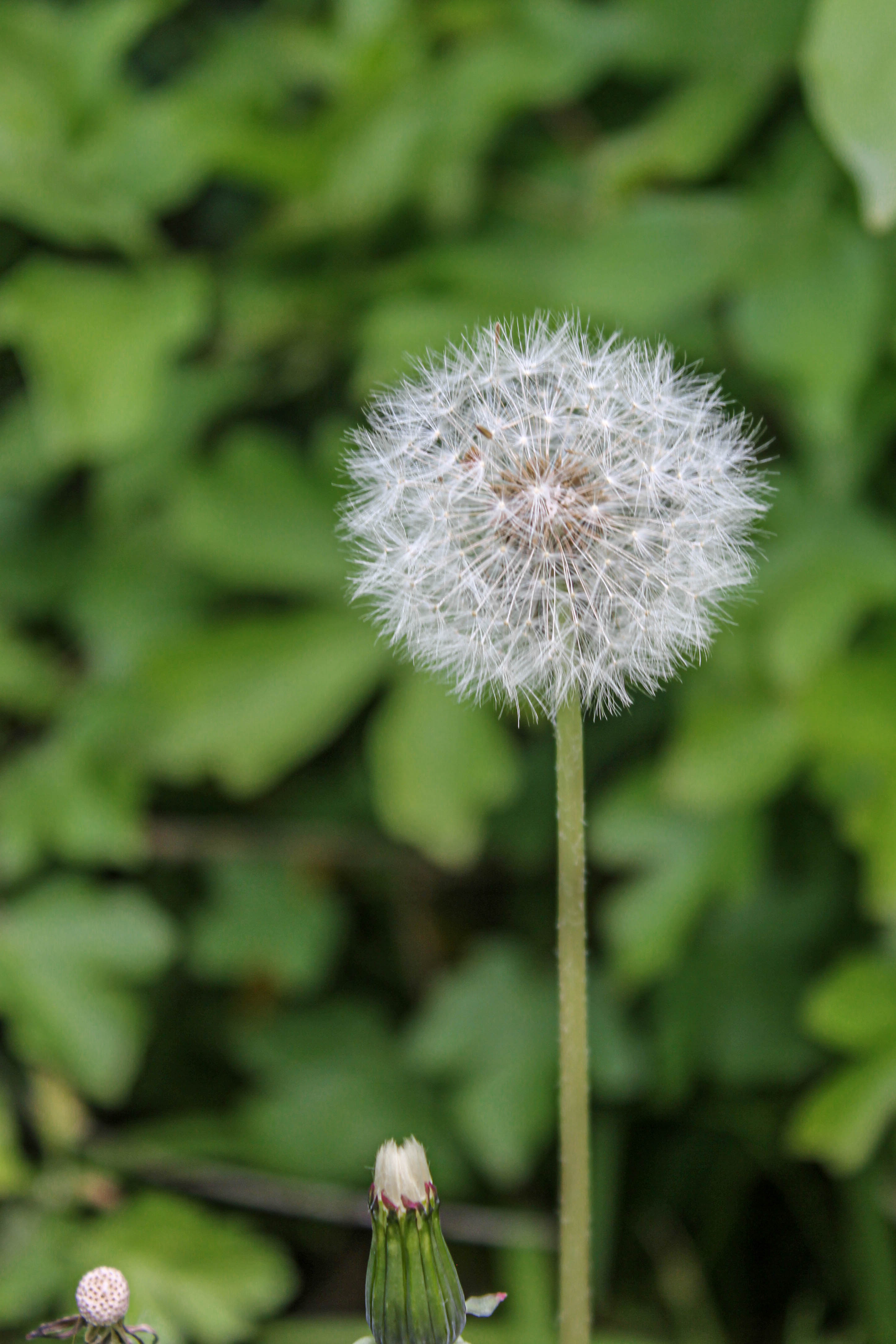
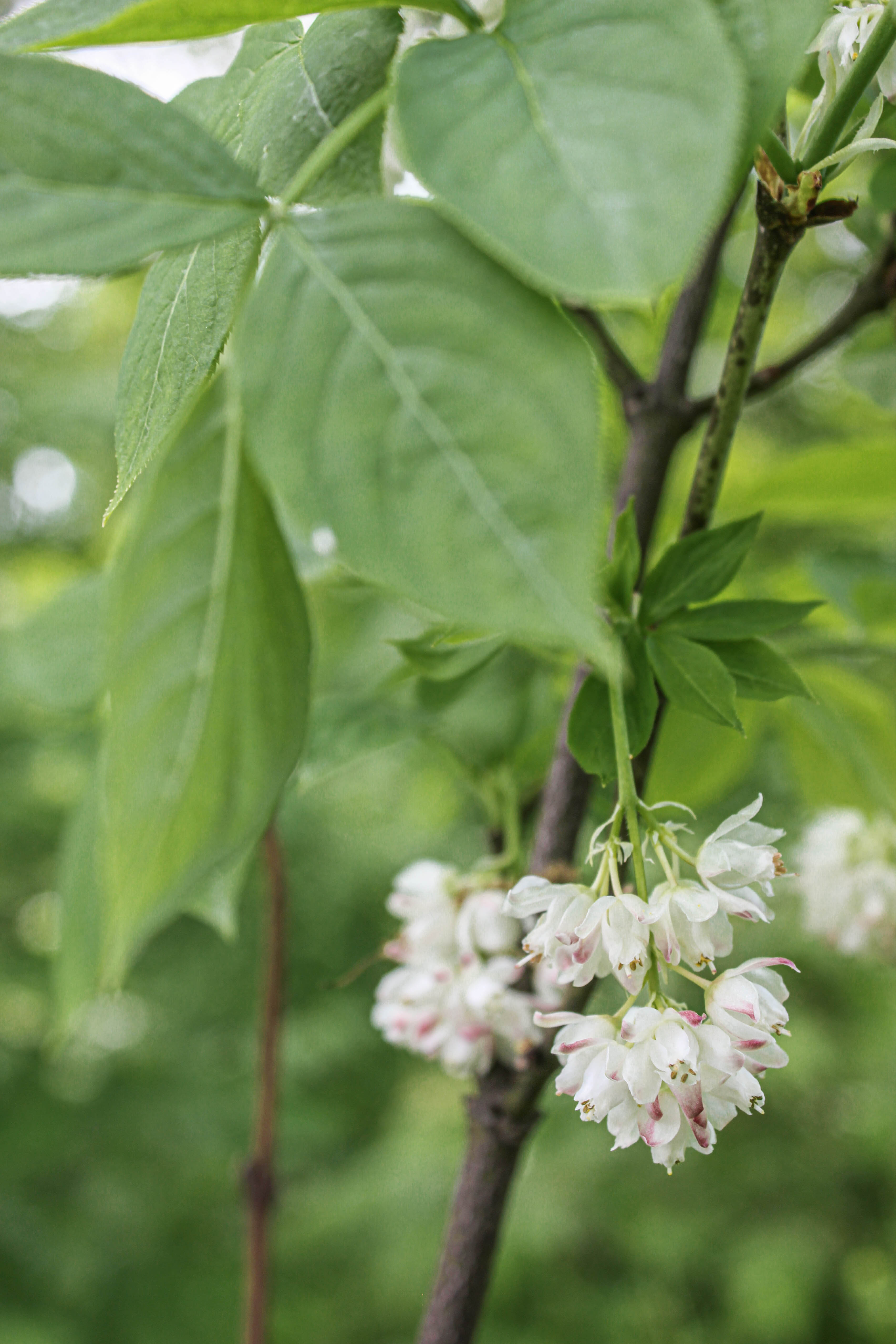
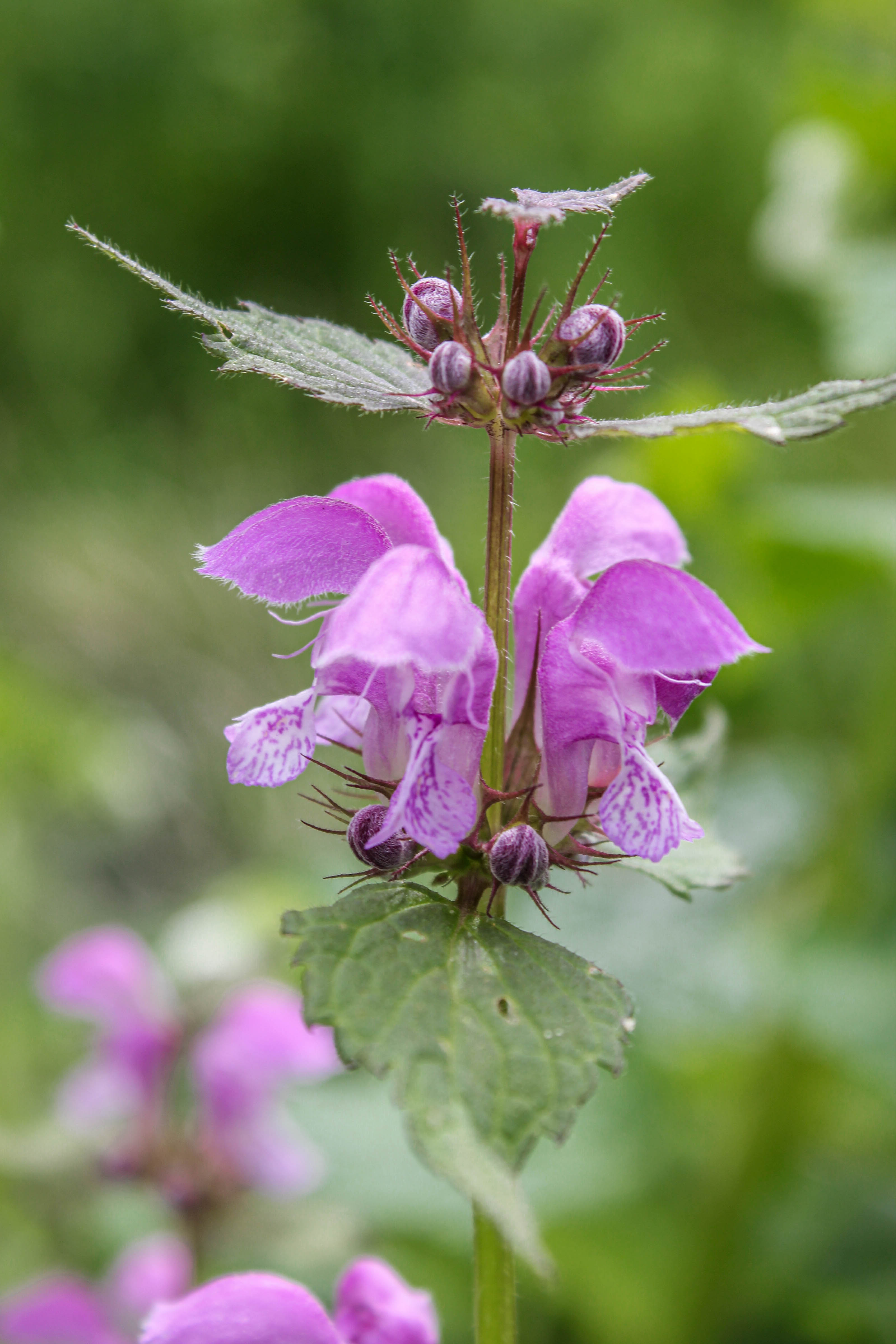
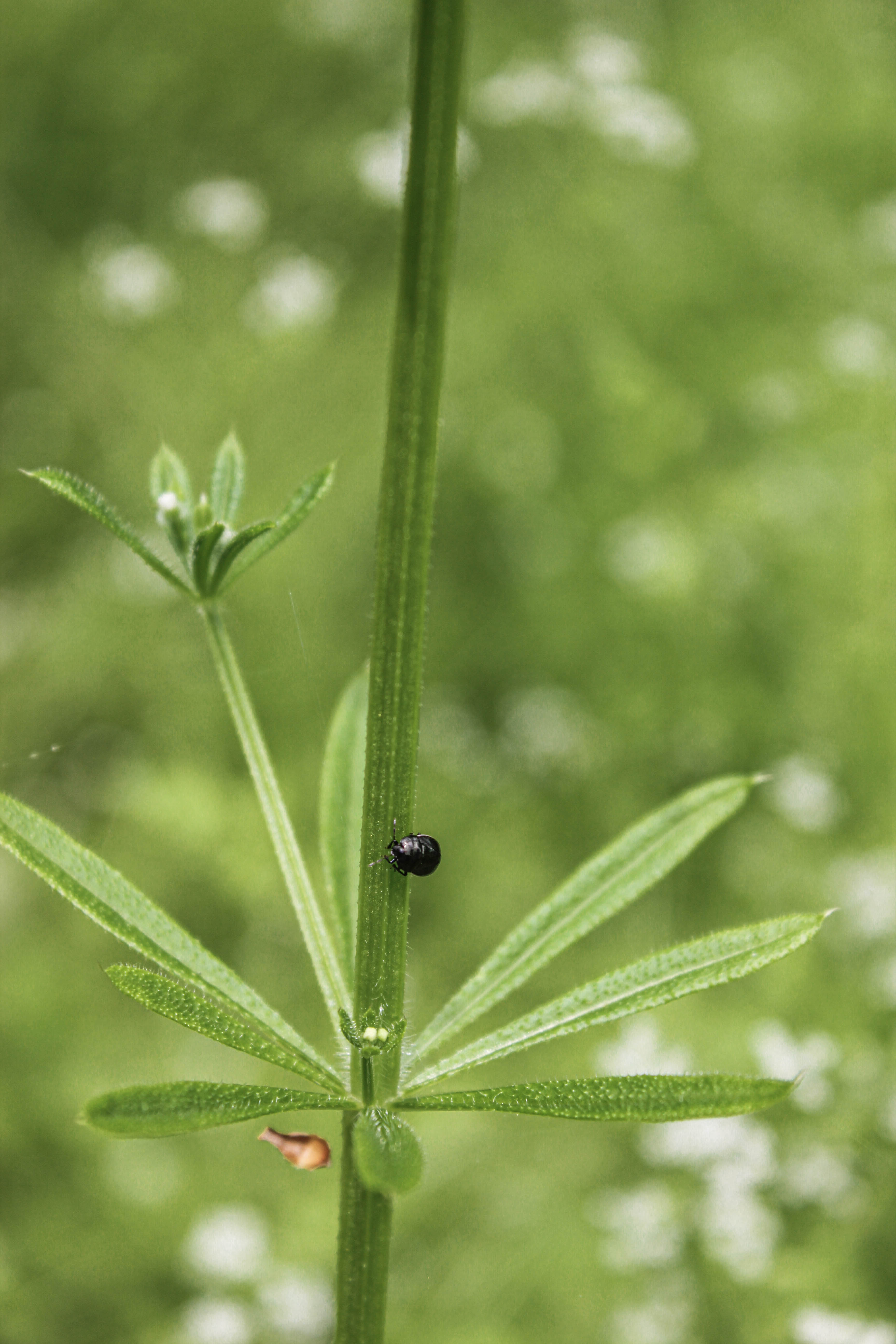
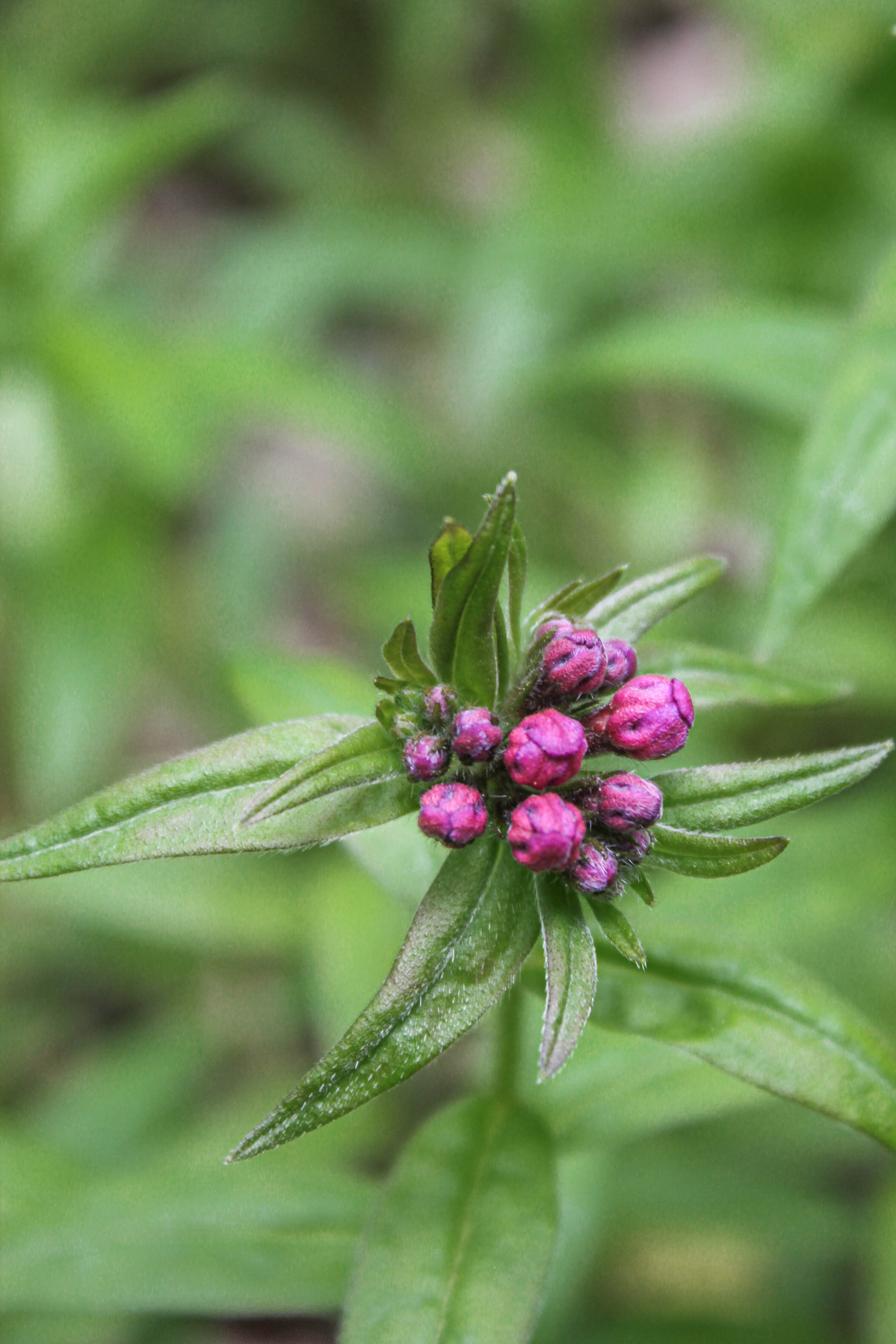
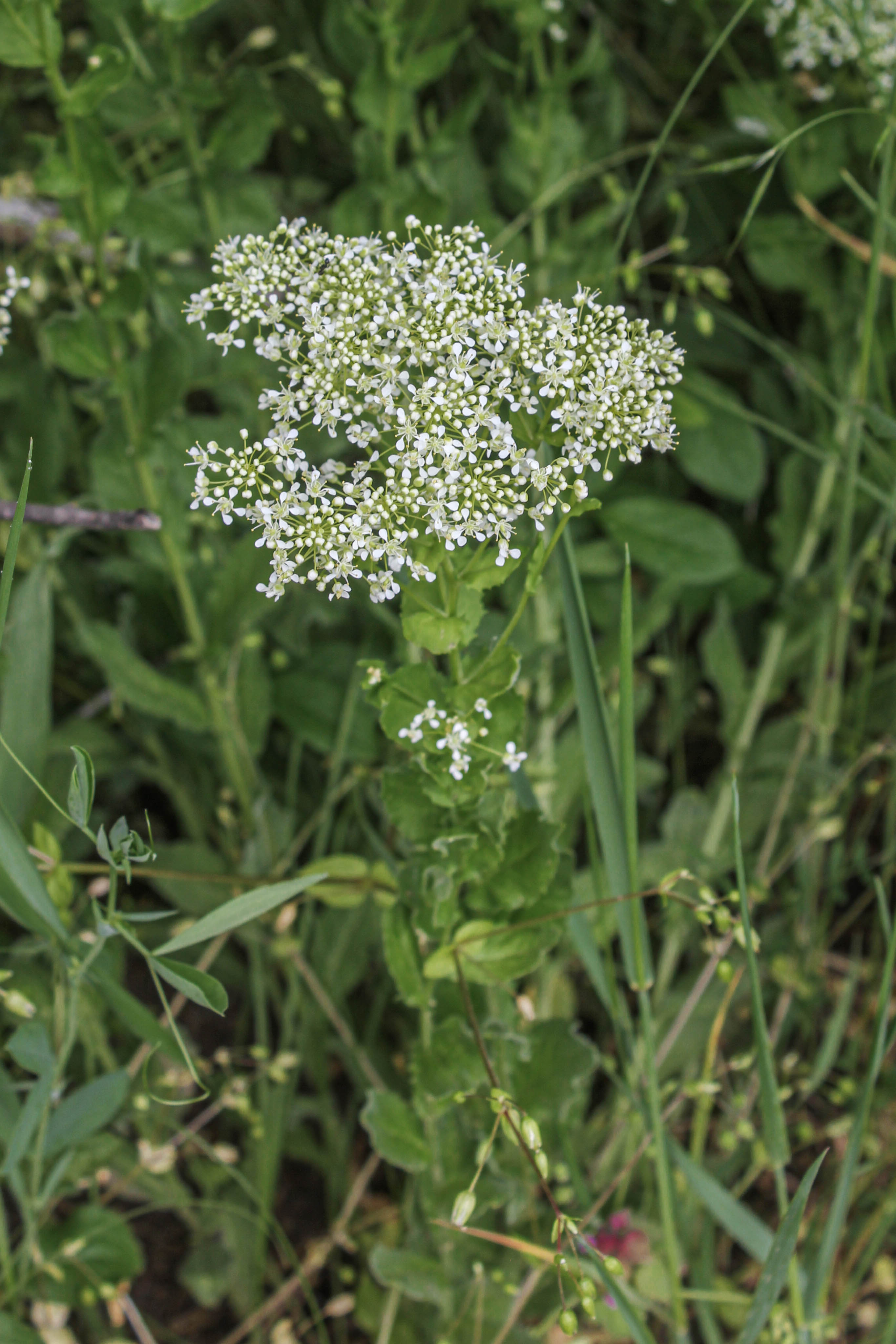
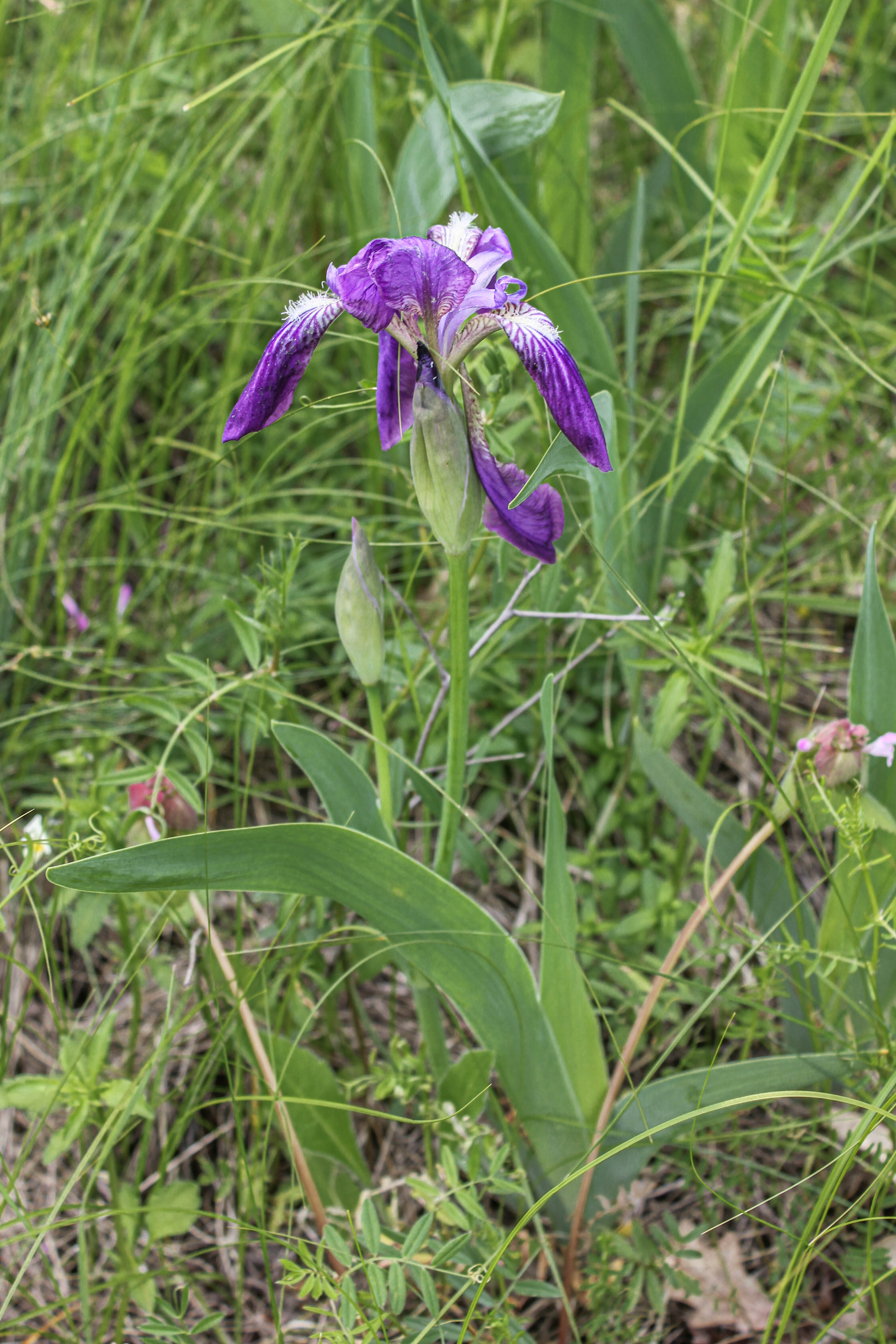
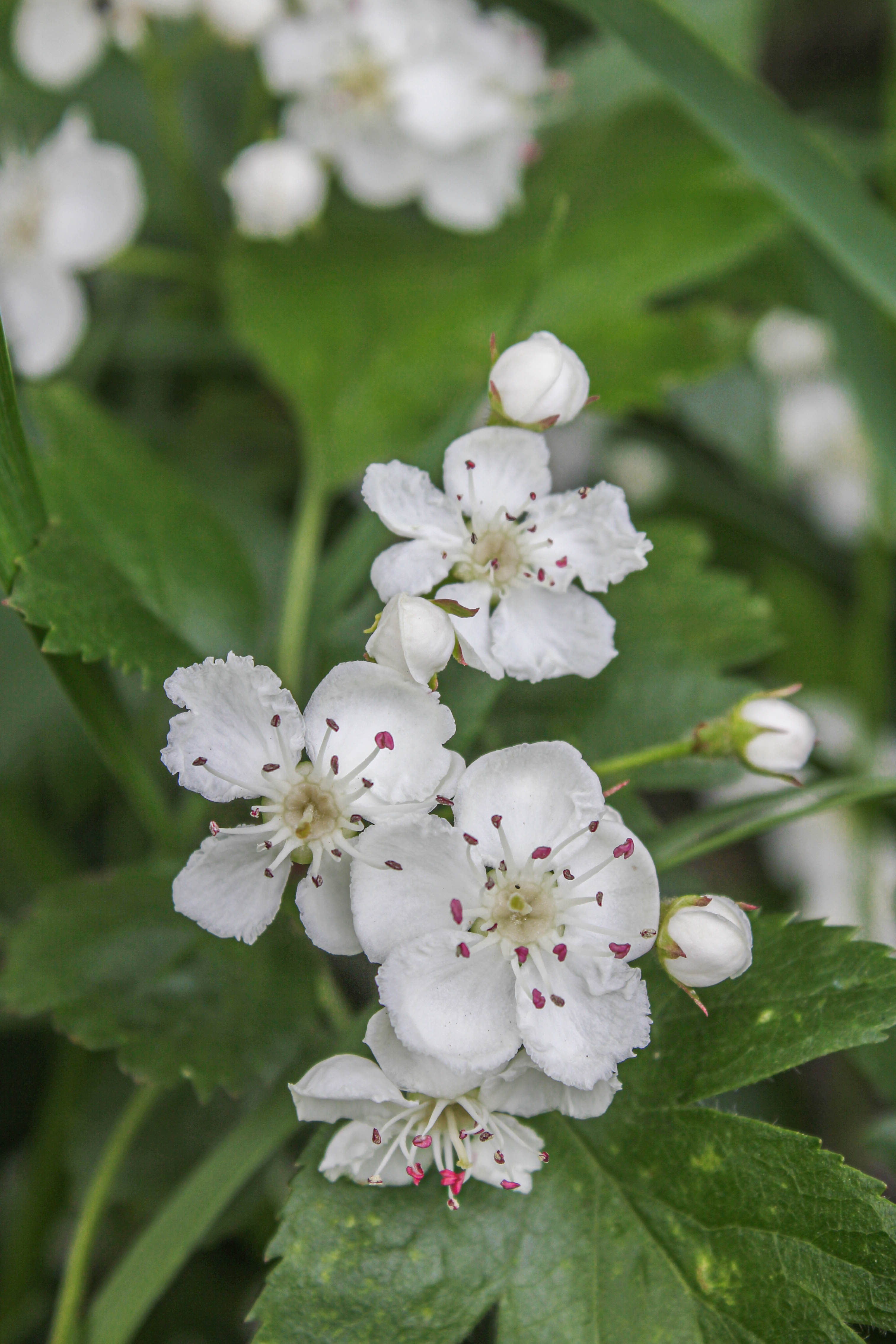
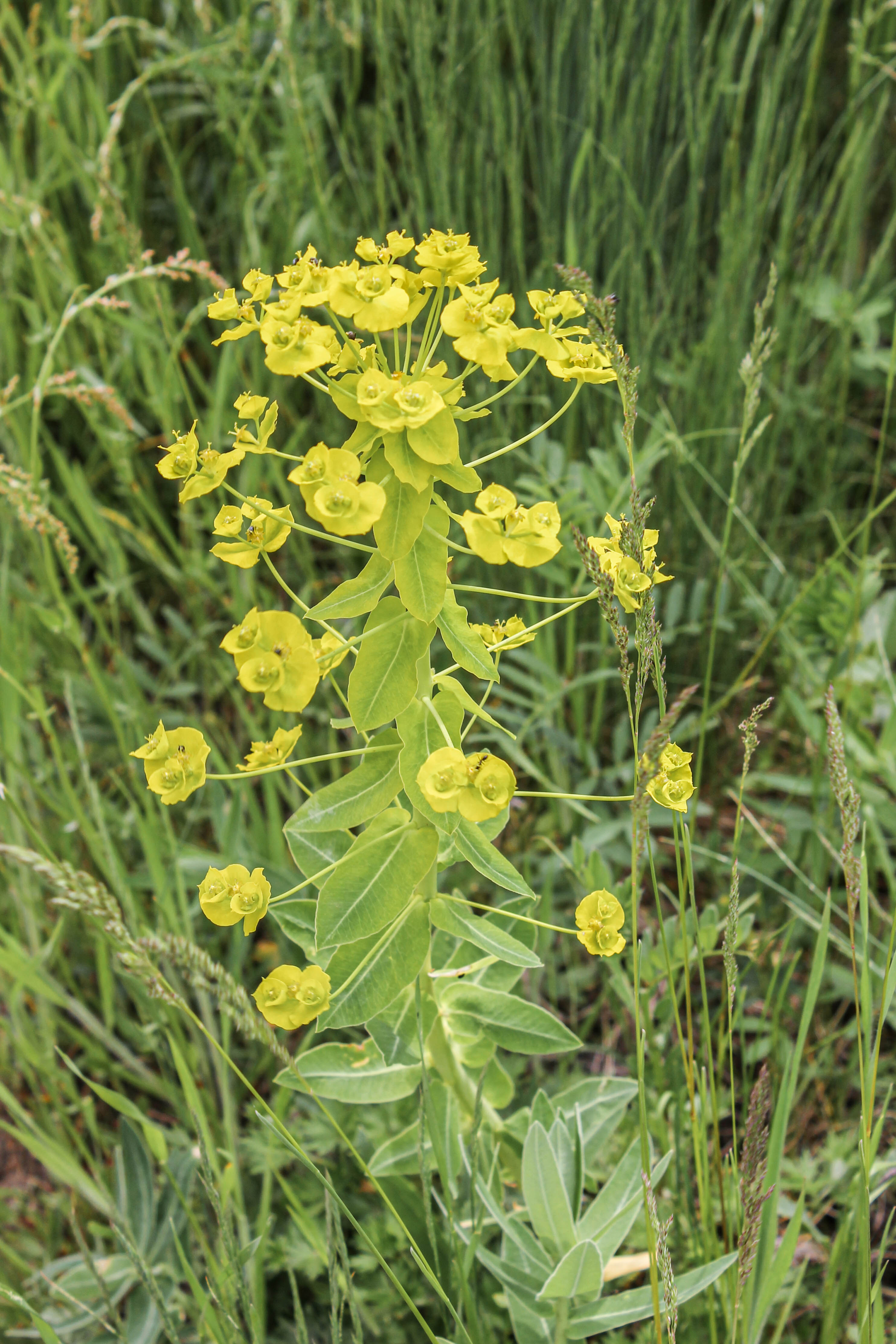
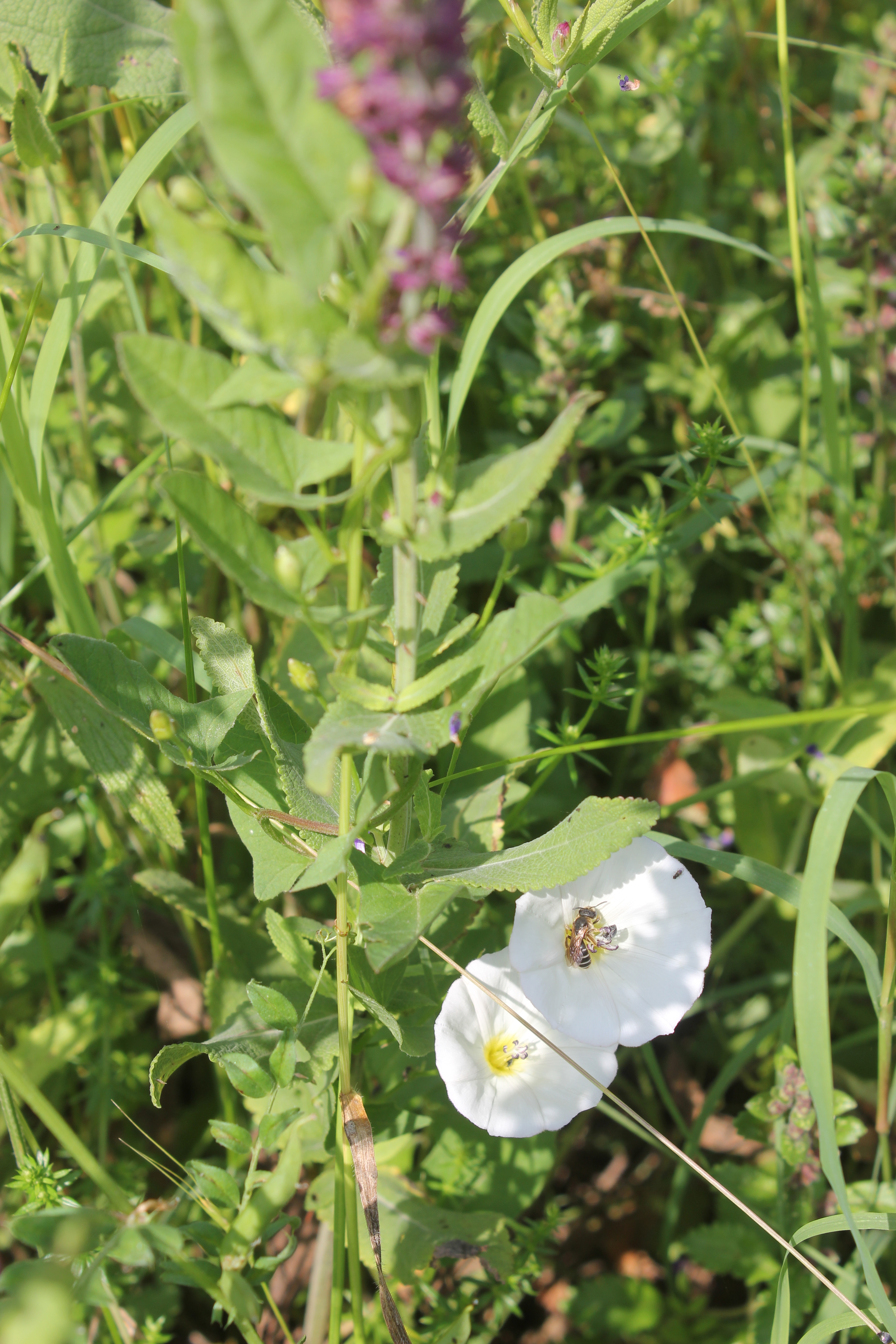
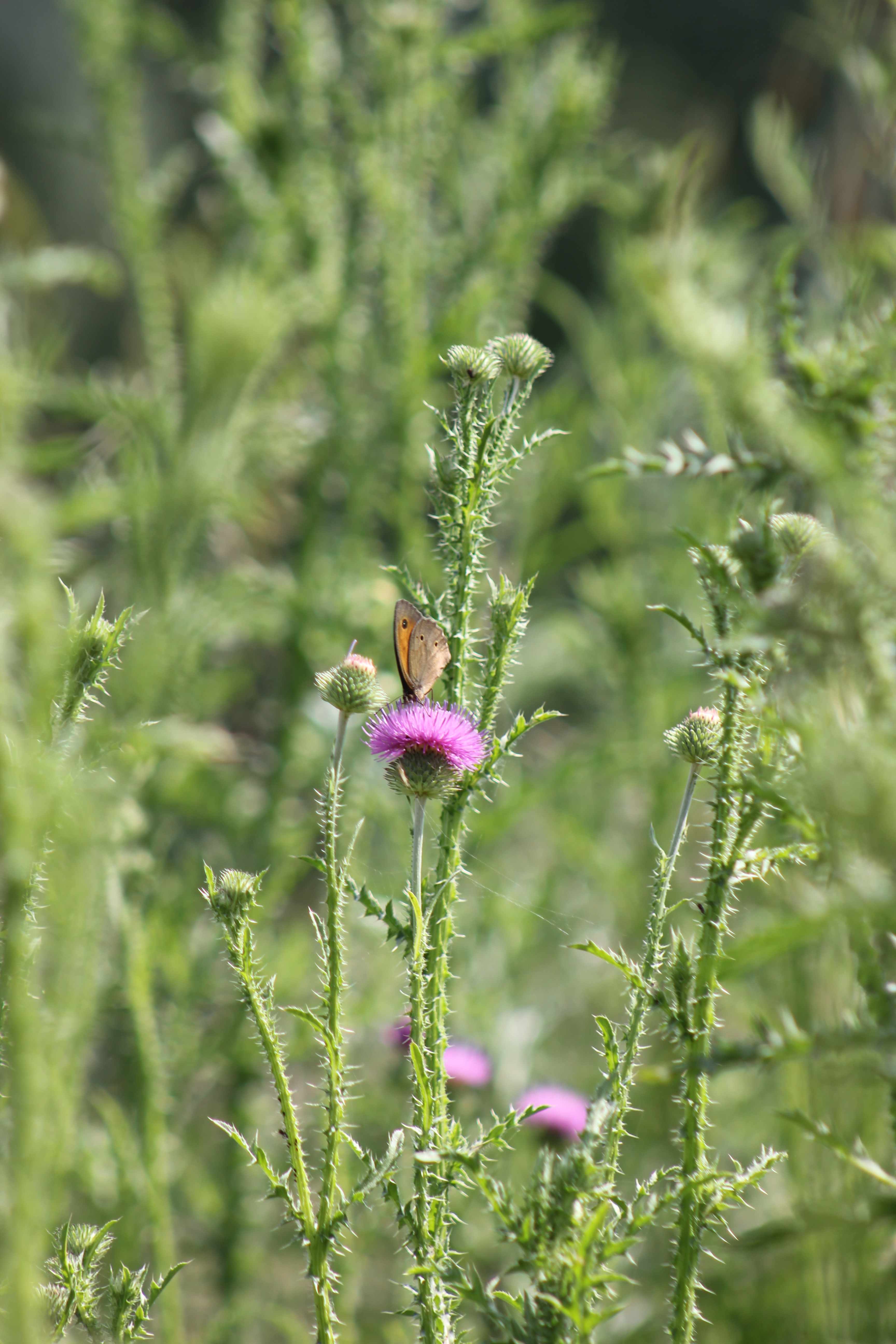
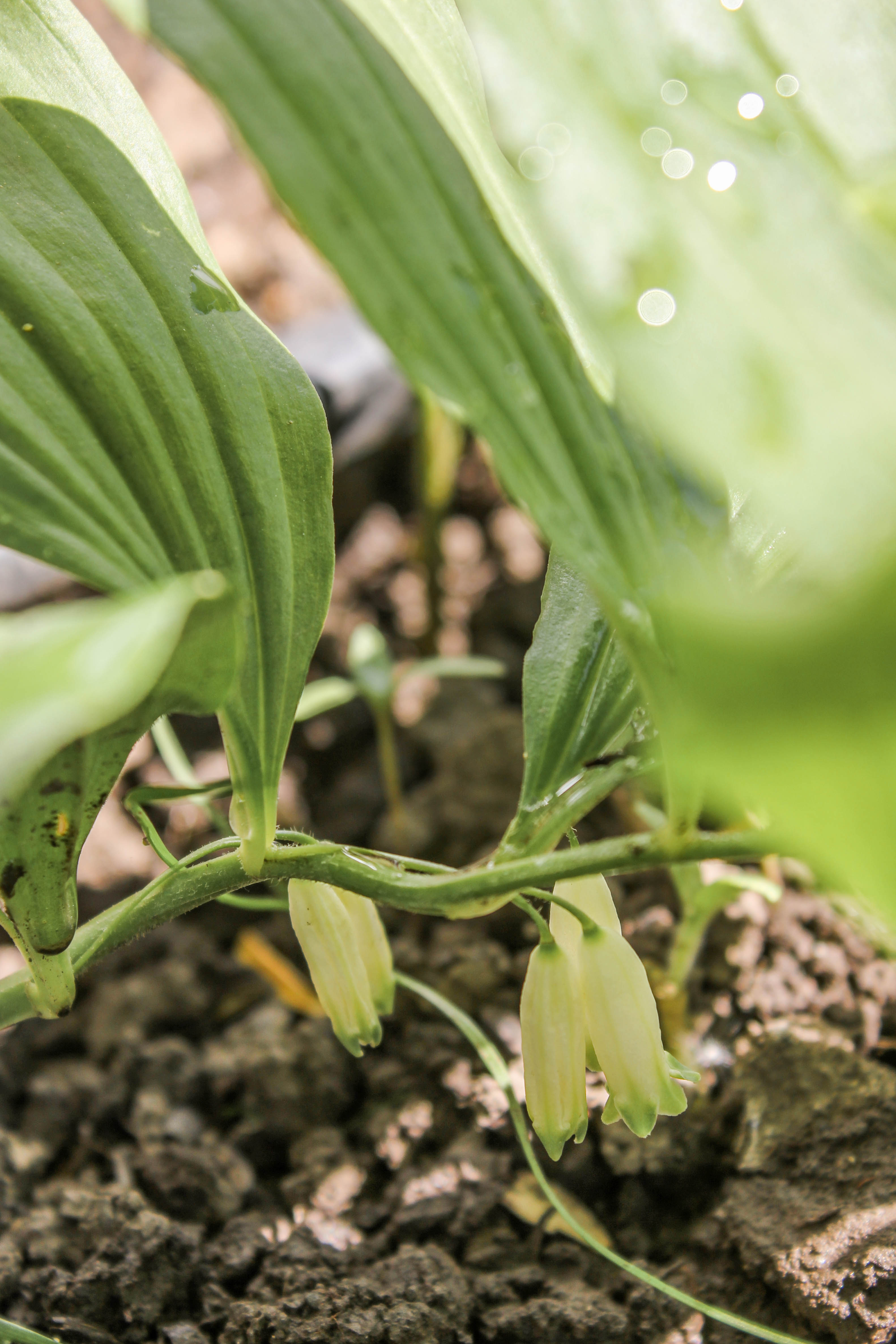
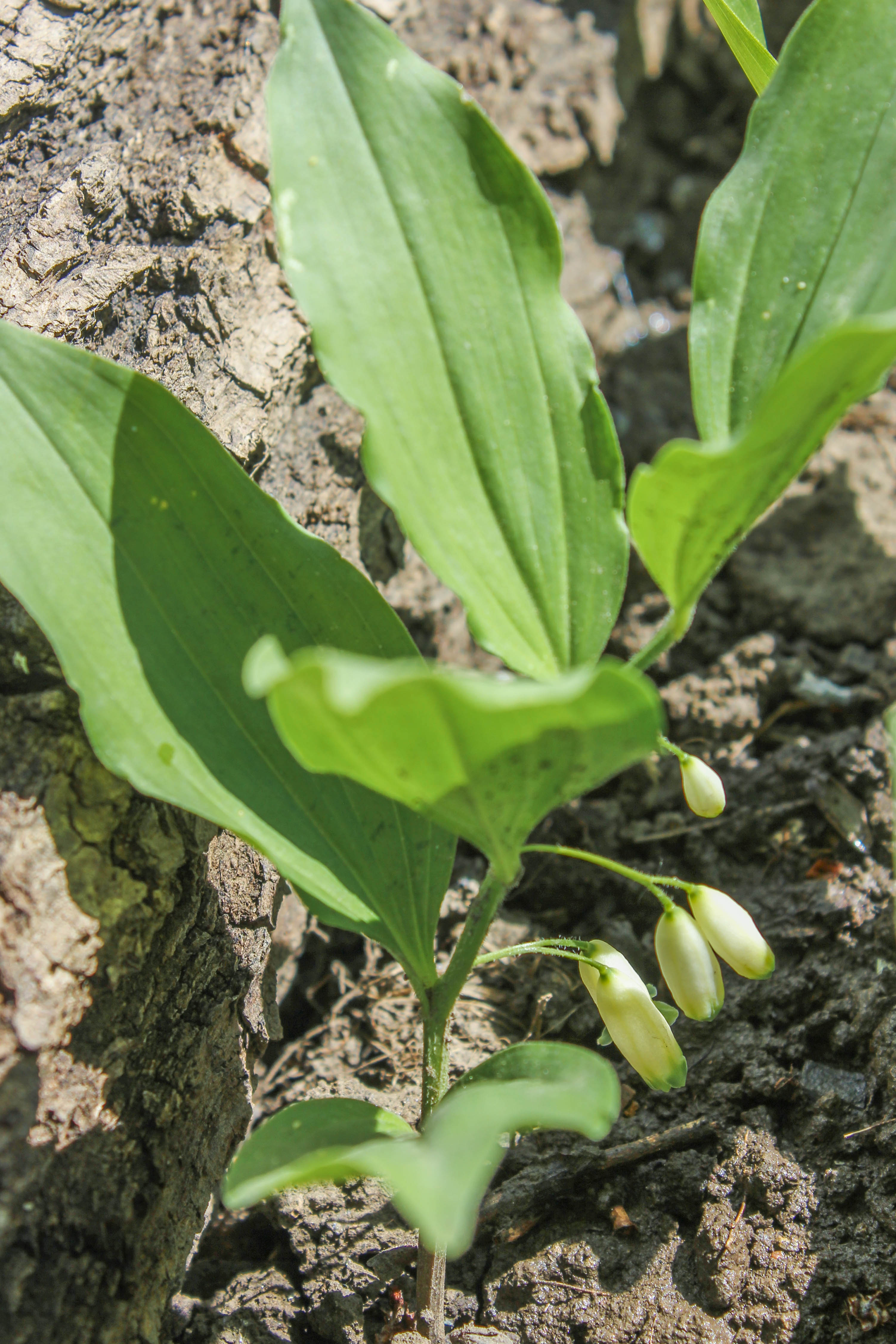